# Schietbüdel
Das Wort Schietbüdel (auch Schietbüddel; wörtlich ins Hochdeutsche übersetzt „Scheißebeutel“, also „Windel“) kommt aus dem Platt- oder Niederdeutschen und wird heute überwiegend als Kosewort, regional und selten aber auch als Schimpfwort verwendet. Zum einen kann  das Wort ein krankes Kind bezeichnen, als Kosewort bedeutet es zum anderen allgemein so viel wie „mein Liebling“ und wird meist als freundliche Redewendung (vor allem einem Kind gegenüber) verwendet. Die Redewendung „mien seuten Schietbüdel!“ – „mein süßer Schietbüdel!“ bedeutet so viel wie: „mein süßes Kind!“ und entspricht damit dem hochdeutschen Ausdruck „kleiner (Hosen-Scheißer)“, der allerdings wirklich nur für kleine Kinder verwendet wird.
Das Wort Schietbüdel spiegelt im Großen und Ganzen die norddeutsche Sprache wider. Es ist direkt, frech, aber auch liebevoll und augenzwinkernd. Schietbüdel wurde 2008 zum lustigsten Wort Norddeutschlands gewählt.
Während dieser Sprachgebrauch im Großraum Hamburg und in Schleswig-Holstein beheimatet ist (aber durch das Ohnsorg-Theater und die plattdeutschen Sendungen des NDR weit darüber hinaus bekannt sein dürfte), findet das Wort in Rehlingen in der Lüneburger Heide Verwendung als Schimpfwort, als Bezeichnung für einen „schlechten Menschen“.
Neuerdings wird das Wort Schietbüdel auch in der (in Vergessenheit geratenen) wortwörtlichen Bedeutung für Hundekot-Beutel verwendet.